# 체코어 정서법
체코어 정서법(영어: Czech orthography)은 체코어의 올바른 공식적 글쓰기(정서법)에 대한 규칙 체계이다.

## 같이 보기
- 노르웨이어 사투리
- 폴란드 문자
- 체코 문자